# Rhododendronzikade

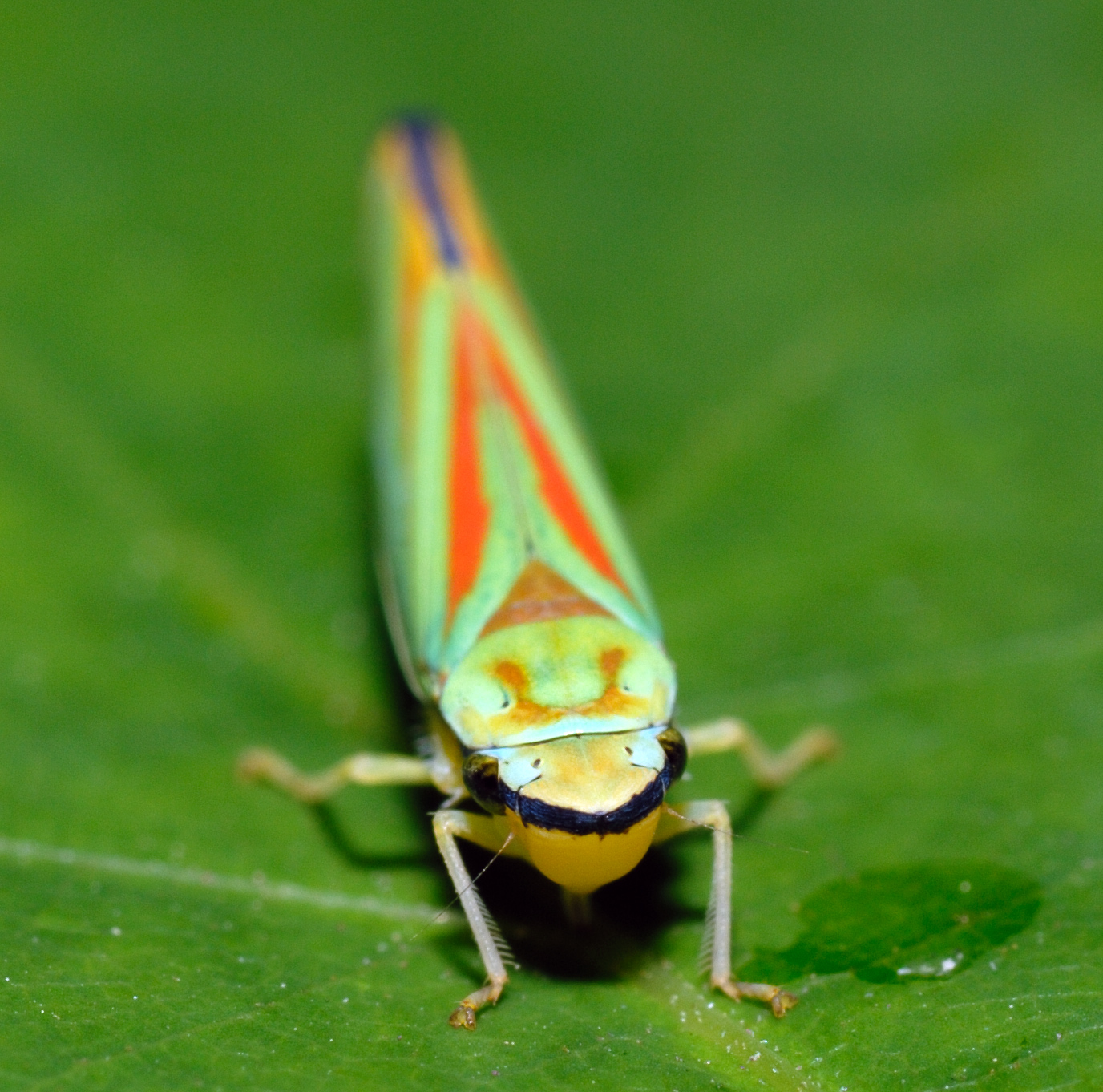
Ansicht von vorn

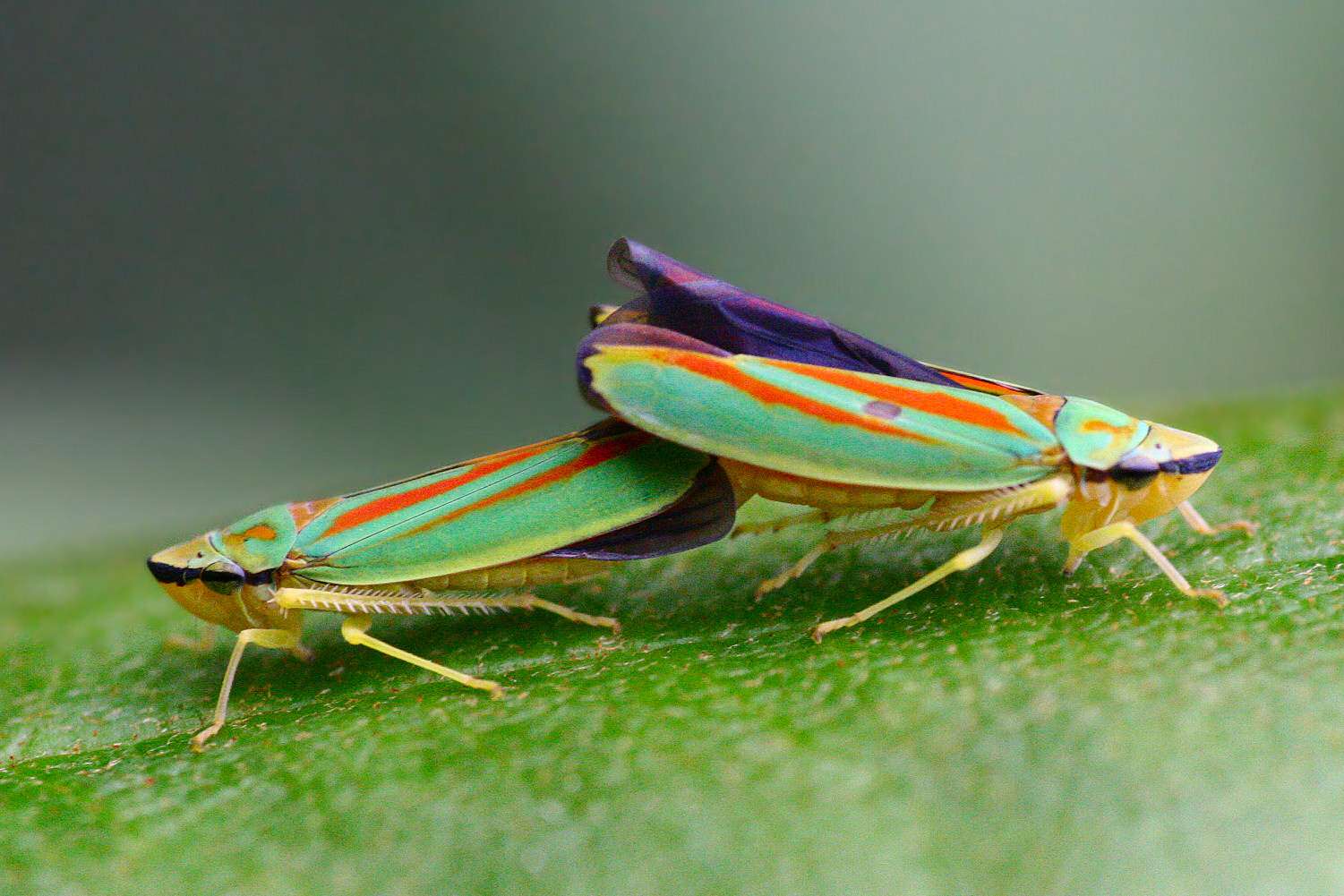
Paarung

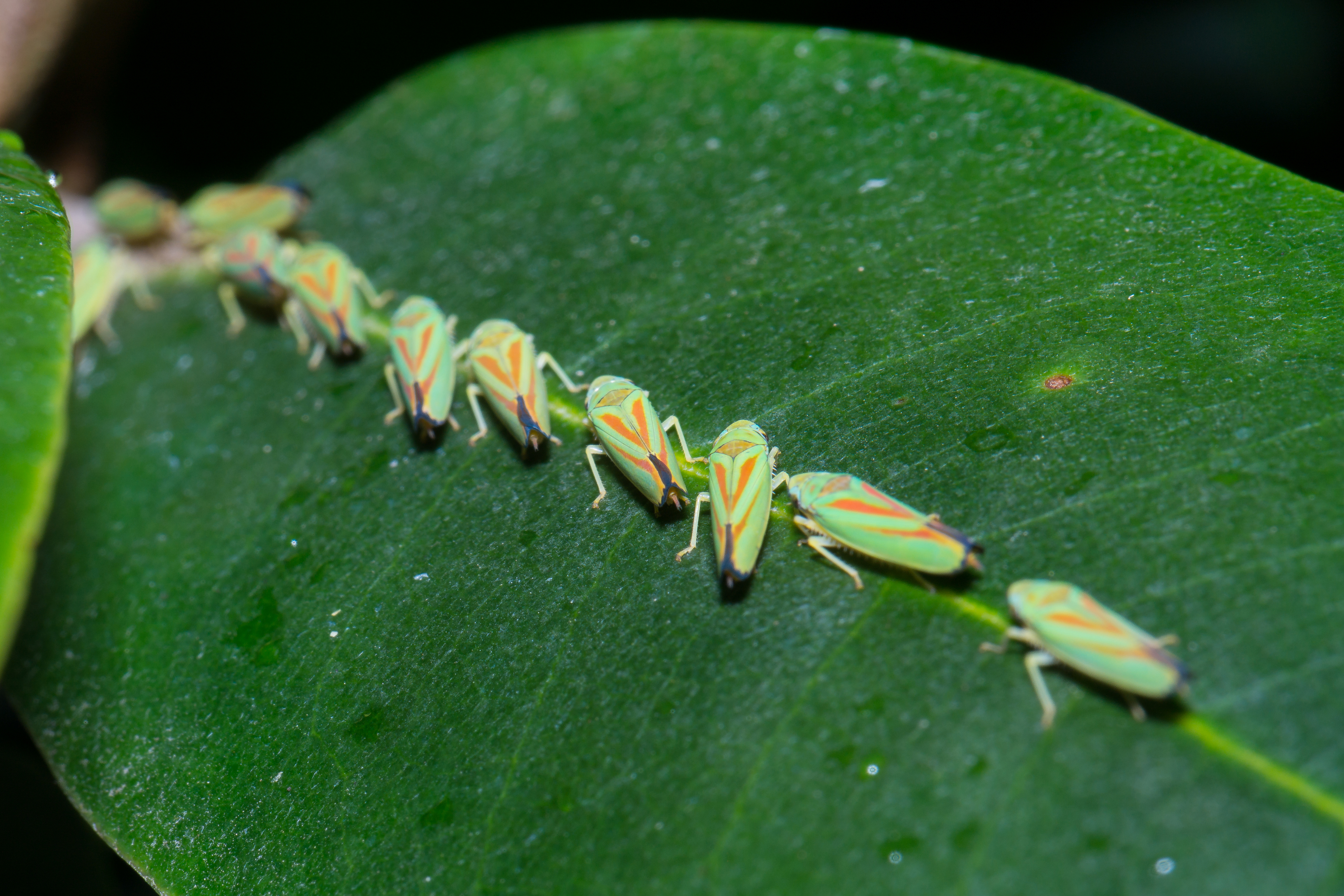
Rhododendronzikaden-Kolonne (Graphocephala fennahi), die sich zum Saugen entlang der Hauptblattader gruppiert habe, 2014, Großer Garten Dresden

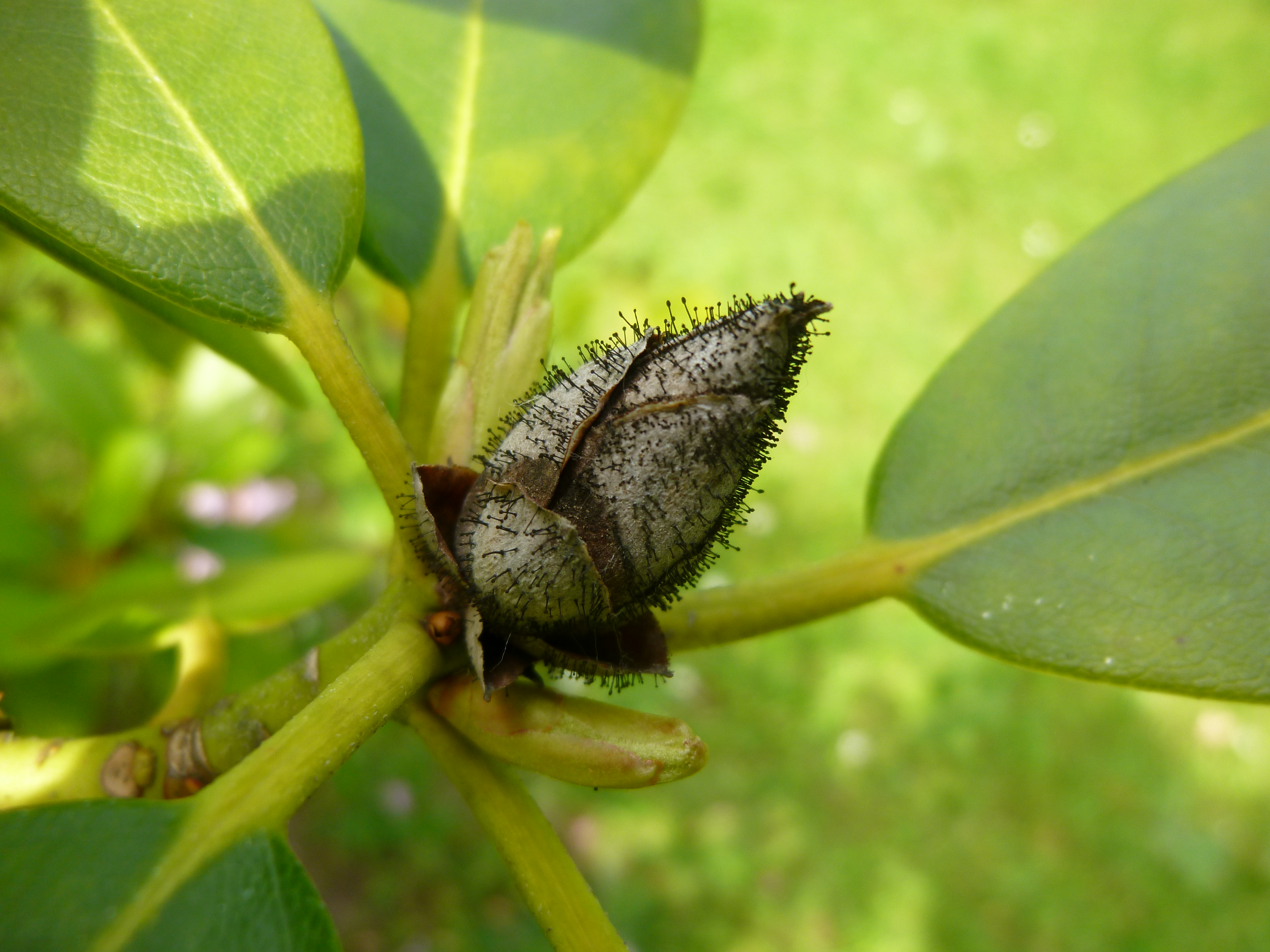
Rhododendronknospe, abgestorben durch den Pilz Pycnostysanus azaleae, der von Rhododendronzikaden übertragen werden kann.

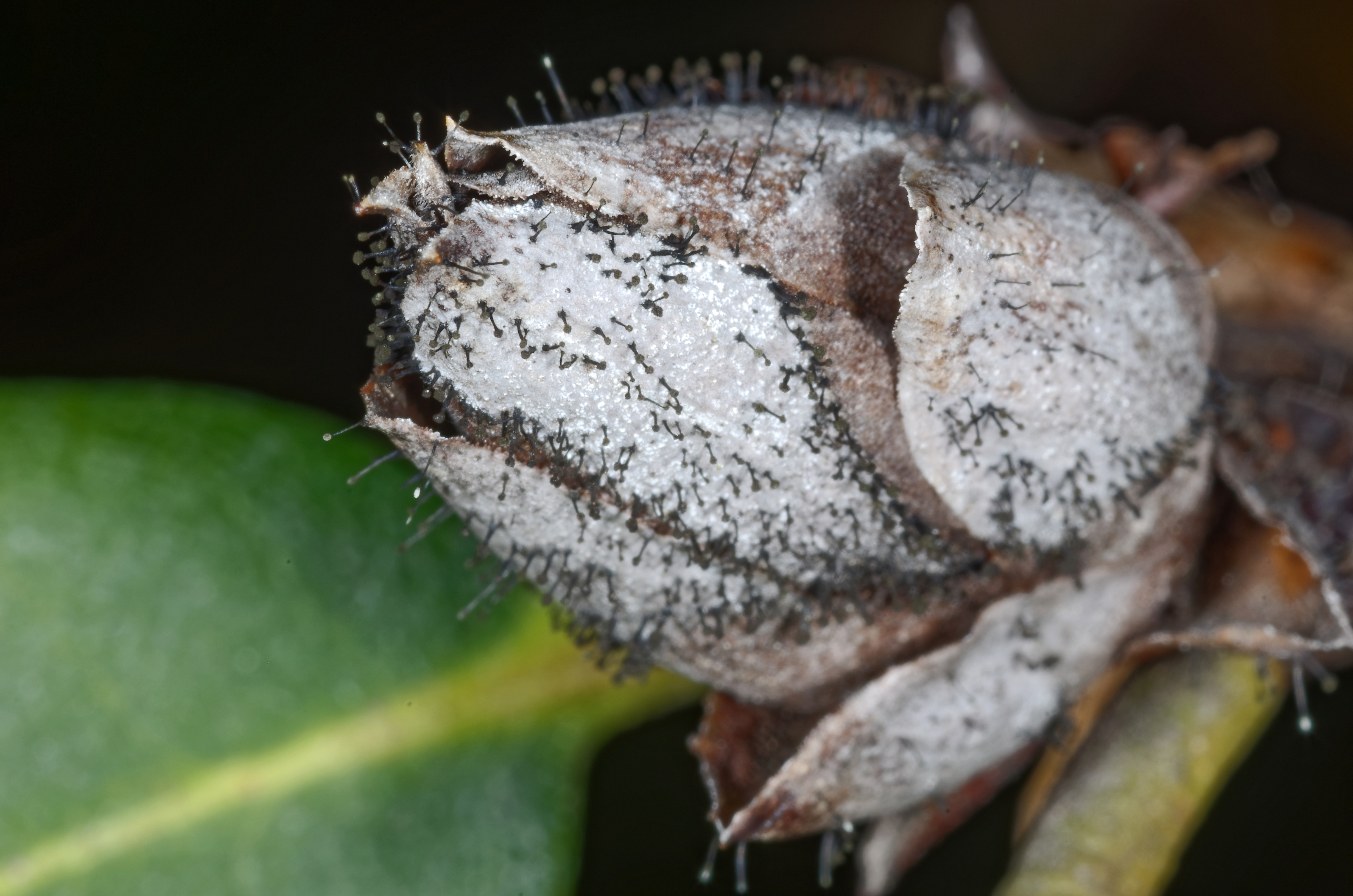
Rhododendronknospe Pilzbefall durch Pycnostysanus azaleae, 2015

Die Rhododendronzikade (Graphocephala fennahi, Syn.: Graphocephala coccinea) ist eine Rundkopfzikade aus der Familie der Kleinzikaden (Cicadellidae) und die einzige Art der Gattung Graphocephala in Europa.

## Merkmale
Die Zikaden erreichen eine Körperlänge von acht bis neun Millimetern. Ihre für mitteleuropäische Arten unverwechselbare Körperfärbung ist sehr farbenfroh. Die Oberseite des Halsschildes und der Vorderflügel haben eine kräftig grüne Grundfarbe. Der Halsschild trägt mehrere, zum Teil ineinander fließende orange Flecken, die Vorderflügel weisen je zwei leicht schräg verlaufende orange Längslinien auf, die beide am Flügelinnenrand enden. Der Rand der Flügelspitze ist wie die Hinterflügel dunkel-violett gefärbt. Die Beine, der Hinterleib und der Kopf sind gelb gefärbt. Letzterer hat einen violett bis dunkel gefärbten Streifen auf der Stirn, der über die Facettenaugen bis unter den Rand des Halsschildes verläuft. Das Schildchen (Scutellum) ist orange.

## Vorkommen
Die ursprünglich in Nordamerika beheimatete Art wurde vermutlich in den frühen 1930er Jahren mit Rhododendronpflanzen in Südengland eingeschleppt. Ende der 1960er Jahre fand man sie auch in Kontinentaleuropa, wo sie sich bis heute fast überall ausgebreitet hat und häufig vorkommt. In Deutschland wurde die Zikade erstmals 1978 in Mönchengladbach nachgewiesen. Die Tiere leben in Parks, auf Friedhöfen und Gärten, in denen Rhododendron angepflanzt wurde.

## Lebensweise
Die Larven ernähren sich ausschließlich vom Pflanzensaft der Rhododendren, die Imagines saugen gelegentlich auch an anderen Pflanzen wie Efeu (Hedera helix), Linden (Tilia), Platanen (Platanus) oder Ahorn (Acer). Man kann die Tiere häufig in großer Zahl beim Sonnen auf der Oberseite der Blätter entdecken. Bei Störungen wird die Blattunterseite aufgesucht. Die Art bringt pro Jahr eine Generation hervor, die Überwinterung erfolgt als Ei in den Blütenknospen. Ende April schlüpfen die gelblichen Larven, die auf den Blattunterseiten zu saugen beginnen. Nach mehrmaligen Häutungen sind im Mai und Juni sowohl die sehr beweglichen Larven als auch leere Larvenhäute zu beobachten. Ende Juni entwickeln sich die Vollinsekten, die bis in den November hinein zu finden sind.

## Schadwirkungen
Die Rhododendronsträucher zeigen oftmals durch die Saugtätigkeit eine Fleckung der Blätter und zuweilen Blattfall bei einer hohen Individuendichte der Zikaden. Die Zikade überträgt außerdem den aus Nordamerika stammenden Pilz Pycnostysanus azaleae, der an Rhododendronbüschen braune, abgestorbene Knospen verursachen kann. Begünstigt wird der Befall durch kleine Schlitze, die die Rhododendronzikaden bei der Eiablage im Spätsommer und Herbst in die Knospenschuppen schneiden. An den Zikaden haftende Pilzsporen werden in diese Verletzungen eingetragen. Dort findet der Pilz ideale Lebensbedingungen. Das Ausmaß des Schadens wird erst im Frühjahr beim Nichtaustrieb der Blütenknospen erkennbar. Die Blütenknospen verfärben sich über den Winter grau bis braun und sterben schließlich ab. Die eingetrockneten Knospen bleiben mumifiziert am Strauch. Aus den Knospen wachsen etwa 2 Millimeter lange „Stäbchen“, die Fruchtkörper des Pilzes, hervor. Durch diese Auswüchse ist der Pilzbefall mit Pycnostysanus von anderen Pilzkrankheiten wie z. B. Grauschimmel oder von durch Frost geschädigte Blütenknospen zu unterscheiden. Der Pilz kann außerdem abwärts in den Zweig eindringen und diesen zum Absterben bringen.
Zur Bekämpfung der Zikaden und ihrer Larven eignen sich biologische Mittel zum Beispiel auf Basis von Pyrethrum oder aus dem Niembaum gewonnene Insektizide. Sie sollen in den Morgenstunden vor allem auf die Unterseite der Blätter aufgebracht werden, um auch die Larven zu bekämpfen. Auch die Verwendung so genannter Gelbtafeln ist möglich. Sie  werden in die befallenen Büsche gehängt. Auf ihnen bleiben die Zikaden kleben (aber auch viele andere Insekten). Diese Tafeln sind in der Regel insektizidfrei.
Außerdem ist es dringend zu empfehlen, die braunen bzw. schwarzen, abgestorbenen Knospen abzupflücken (sinnvollerweise vor der Schlupfzeit der Zikade im April). Dabei sollte darauf geachtet werden keine Knospen fallen zu lassen und nicht zu kompostieren, sondern sie direkt dem Hausmüll zuzuführen.